# Baden, Austria
A nu se confunda cu Baden-Baden, oraș din Germania!

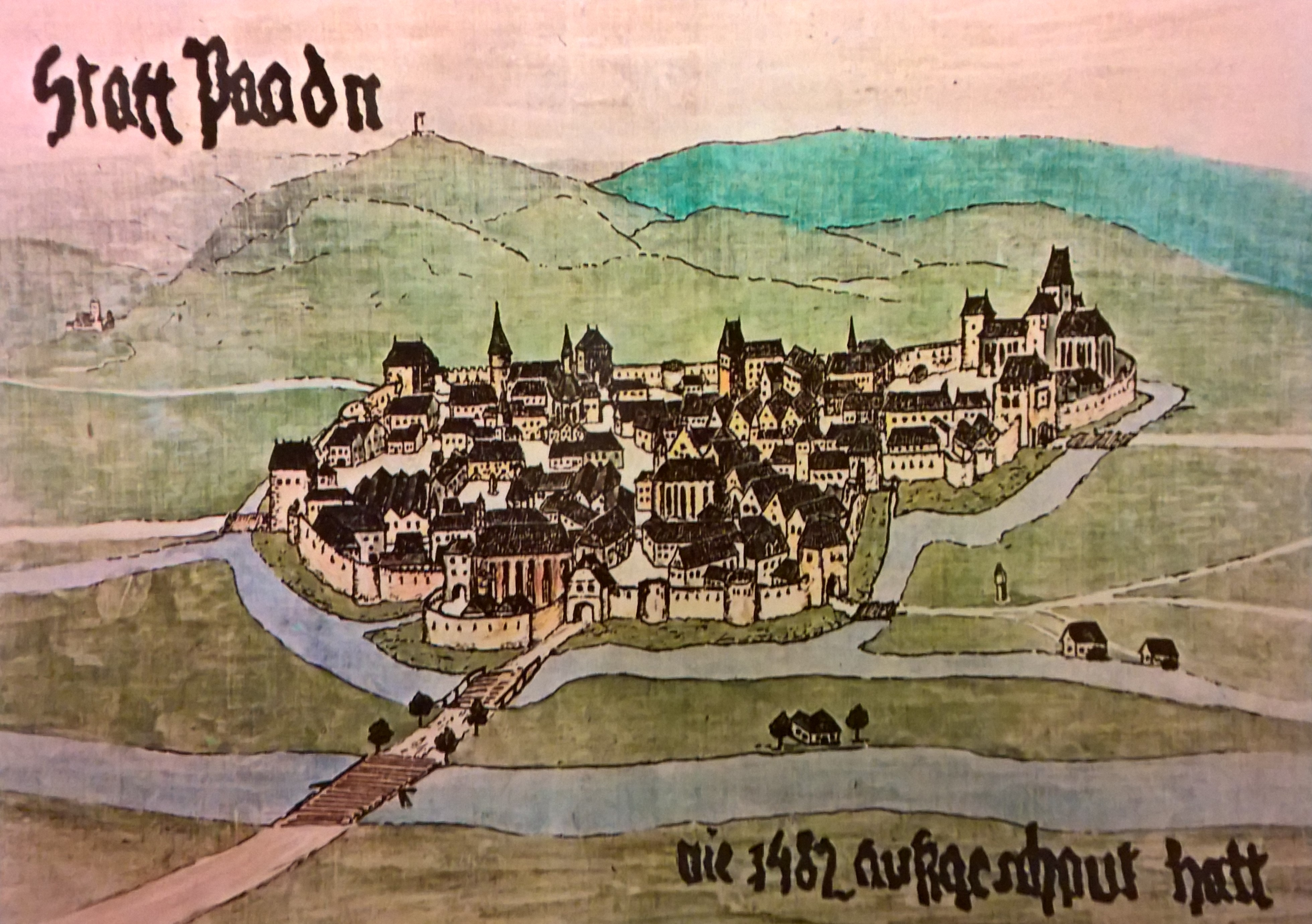
Baden (1482)

Baden sau Baden bei Wien, este un oraș în estul Austriei, la 26 km sud de Viena, în landul Austria Inferioară, pe linia geografică a izvoarelor cu apă termală. Orașul traversat de râul Schwechat și de pârâul Mühlbach, este sediul administrativ al districtului cu același nume și avea o populație de 25 958 de locuitori la 1 ianuarie 2020. Este cunoscut și ca oraș Biedermeier sau oraș imperial.

## Istorie

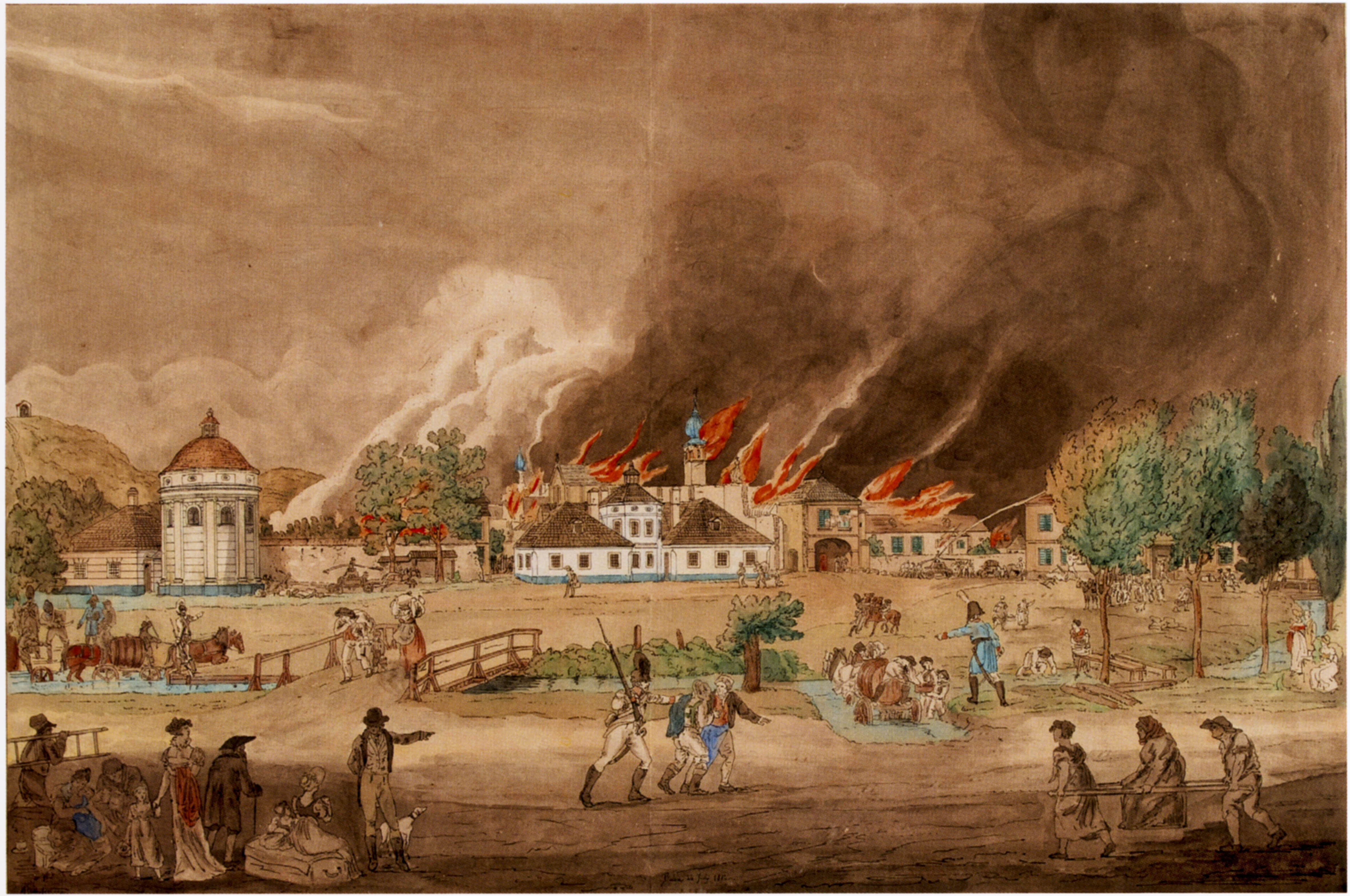
Incendiul din Baden - 26 iulie 1812 - în prim plan: Josefsplatz, pomparea apei din Mühlbach; în plan secund: Josefsbad (stânga), Neubad (centru), în fundal acoperișul arzând al bisericii Frauenkirche.

Baden este o localitate foarte cunoscută pentru calitatea vinurilor obținute din soiuri de struguri autohtone, cultivate în podgoriile ce o înconjoară. O atracție deosebită o reprezintă localurile fermierilor cultivatori de viță-de-vie, specialiști renumiți în domeniul vinificației, care își comercializează produsele în localuri proprii cu specific tradițional al regiunii, numite „Heuriger”. Acest nume provine de la denumirea vinului „tânăr” (vin cu vechime mai mică de un an). Legea în baza căreia fermierilor le este permisă comercializarea directă a vinurilor și a altor produse alimentare din producție proprie, beneficiind de un regim financiar avantajos, datează din timpul domniei împăratului Iosif al II-lea (din 17 august 1784).
Descoperirile istorice atestă prezența celților în zona în care se află acum orașul Baden. Izvoarele termale cu apă sulfuroasă au fost menționate încă din epoca romană. Pe vremea împăratului Claudius (41-54 d.Hr.) așezării i s-a dat numele de Aquae (în germană: „Bäder” - băi), denumire care se referă la rolul băilor termale în tratamentul bolilor. În anul 869 locul a fost menționat din nou ca „Padun”. În 1480 Baden a primit Drept de cetate. Invaziile turcești care au distrus cetatea Baden în 1529 și în 1683, frământările datorate Reformei Protestante și Contrareformei, epidemia de ciumă din 1713 și incendiul devastator din 1714, au fost evenimente decisive în viața orașului.
Împăratul Francisc I al Austriei s-a aflat în fiecare vară în Baden între anii 1796 și 1834, orașul fiind reședința sa de vară. Astfel, Baden a devenit o importantă stațiune de cură. Încă din timpul împăratului Francisc I membrii înaltei societăți care făceau parte din suita imperială, veneau  să se relaxeze în Baden.
În 1782 Iosif al II-lea a emis Edictul de toleranță religioasă pentru evreii și protestanții din Viena și din Austria Inferioară, iar în 1867 prin Legea fundamentală a drepturilor generale ale cetățenilor evreii au devenit egali în drepturi cu ceilalți cetățeni.
După marele incendiu din 1812 orașul a fost reconstruit în stil Biedermeier după planurile arhitectului austriac Joseph Kornhäusel. Alipirea localităților Leesdorf și Gutenbrunn în 1850, precum și a localității Weikersdorf în 1912 a dus la extinderea orașului până la suprafața actuală.
În timpul Primului Război Mondial, din noiembrie 1916 până în octombrie 1918, Înaltul Comandament al Armatei Austro-Ungare (inclusiv al Marinei Imperiale) a fost mutat din Teschen (Silezia austriacă) în Casa Imperială din Baden, unde își avea deseori reședința împăratul Carol I al Austriei, care spre deosebire de predecesorul său Franz Joseph, preluase personal comanda armatei.
Odată cu deschiderea Cazinoului în anul 1934, Baden a devenit și mai atractiv pentru turism, fiind una dintre cele mai importante stațiuni balneare din Austria.
Bombardamentul din 2 aprilie 1945 a distrus multe clădiri din oraș. Din 1945 până în 1955 Baden a fost cartierul general al puterii ocupante sovietice din Austria. Mai ales în prima perioadă a ocupației, soldații Armatei Roșii au persecutat populația locală recurgând la jafuri, violuri și executări prin împușcare. Unii deținuți din Baden închiși (și uneori torturați) în Nikoladonivilla (Schimmergasse nr. 17) au fost deportați în URSS.
Din 1965, la 10 ani după plecarea trupelor sovietice de ocupație, a început reînnoirea infrastructurii turistice a localității. Astăzi, Baden este din nou una dintre cele mai importante stațiuni balneare din Austria (vezi și Turismul în Austria).
„În centrul orașului, în Josefsplatz, a fost realizat un memorial în amintirea celor urmăriți și uciși de regimul nazist”, a anunțat programul austriac de televiziune ORF. Proiectul aparținând municipalității, Comunității Evreiești și societății civile, a fost definitivat în 2017. Înainte de Al Doilea Război Mondial, în Baden exista cea mai mare comunitate evreiască din Austria.

## Populație
Populația orașului Baden a crescut aproape continuu începând cu a doua jumătate a secolului al XIX-lea, în special între anii 1869 și 1923 când numărul locuitorilor s-a dublat depășind 22 000. În timpul celui de-al Doilea Război Mondial, din 1939 până în 1945, s-a înregistrat o scădere a populației cu 11,6 %.
După recensământul din 1991, populația a crescut cu 4,3 % aceasta datorându-se soldului migrațional pozitiv (+8,8 %), soldul nașterilor fiind negativ (−4,4 %).

## Religii

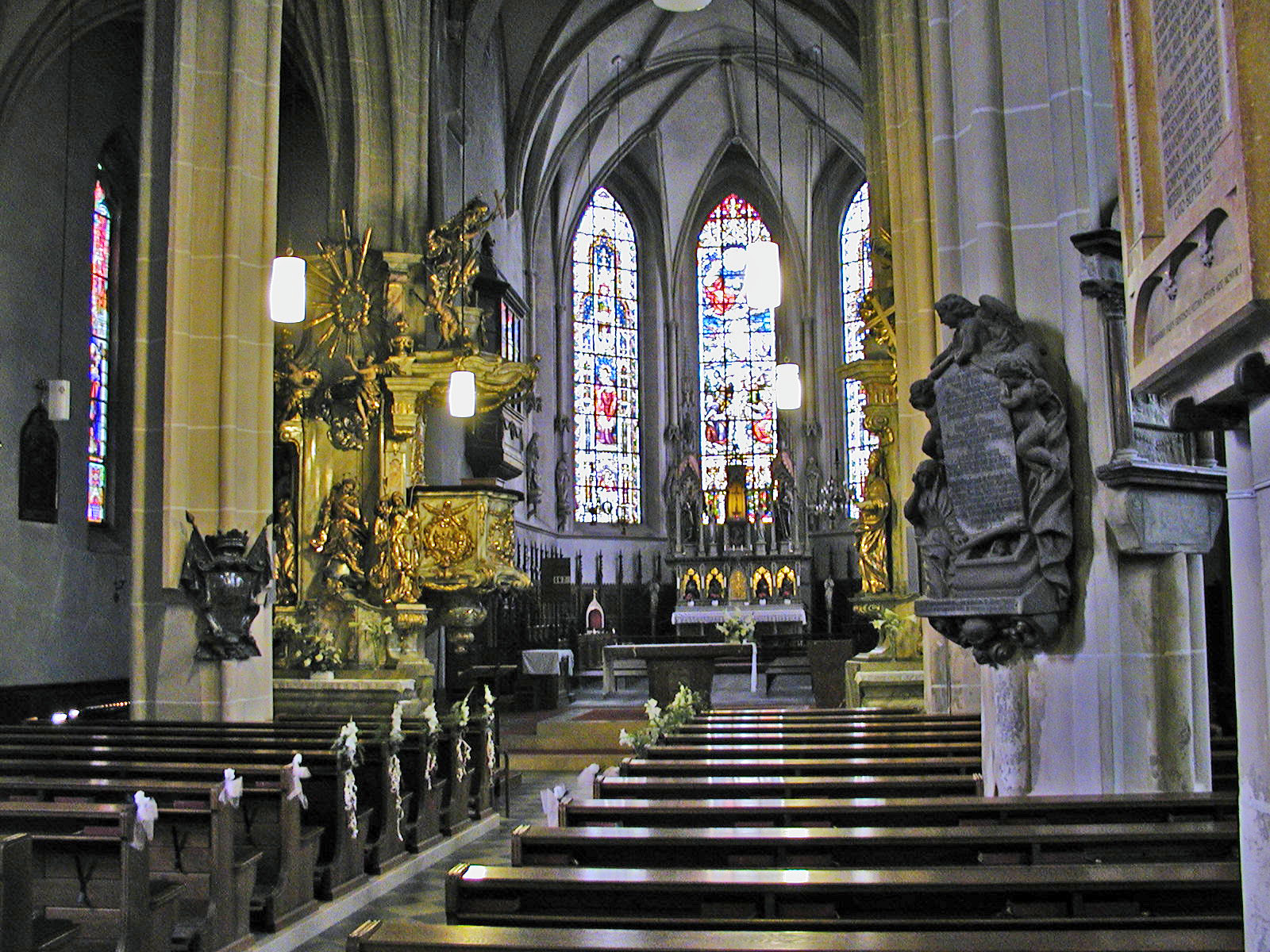
Interiorul bisericii parohiale Sf. Ștefan din Baden

Majoritatea populației din Baden este romano-catolică (62,7 %). Cea mai importantă biserică catolică este biserica parohială Sf. Ștefan.
Credincioșii evanghelici reprezintă 8,3 % din populație, ortodocșii 3,6 %, islamicii 4.0 %, iar 16.8 % se declară fără credință religioasă. Comunitatea Evreiască (reprezentând 0,1 %) a renovat sinagoga din Baden cu ajutorul Asociației Sinagogilor. Renovarea a fost finalizată în 2005, iar Sinagoga Baden a fost sființită din nou. Clădirea acestei sinagogi, ridicată inițial în 1873, și Templul orașului Viena sunt astăzi singurele două clădiri sacre evreiești din Austria care datează din perioada anterioară anului 1945, și care sunt folosite în scopul în care au fost construite inițial.

## Cultură

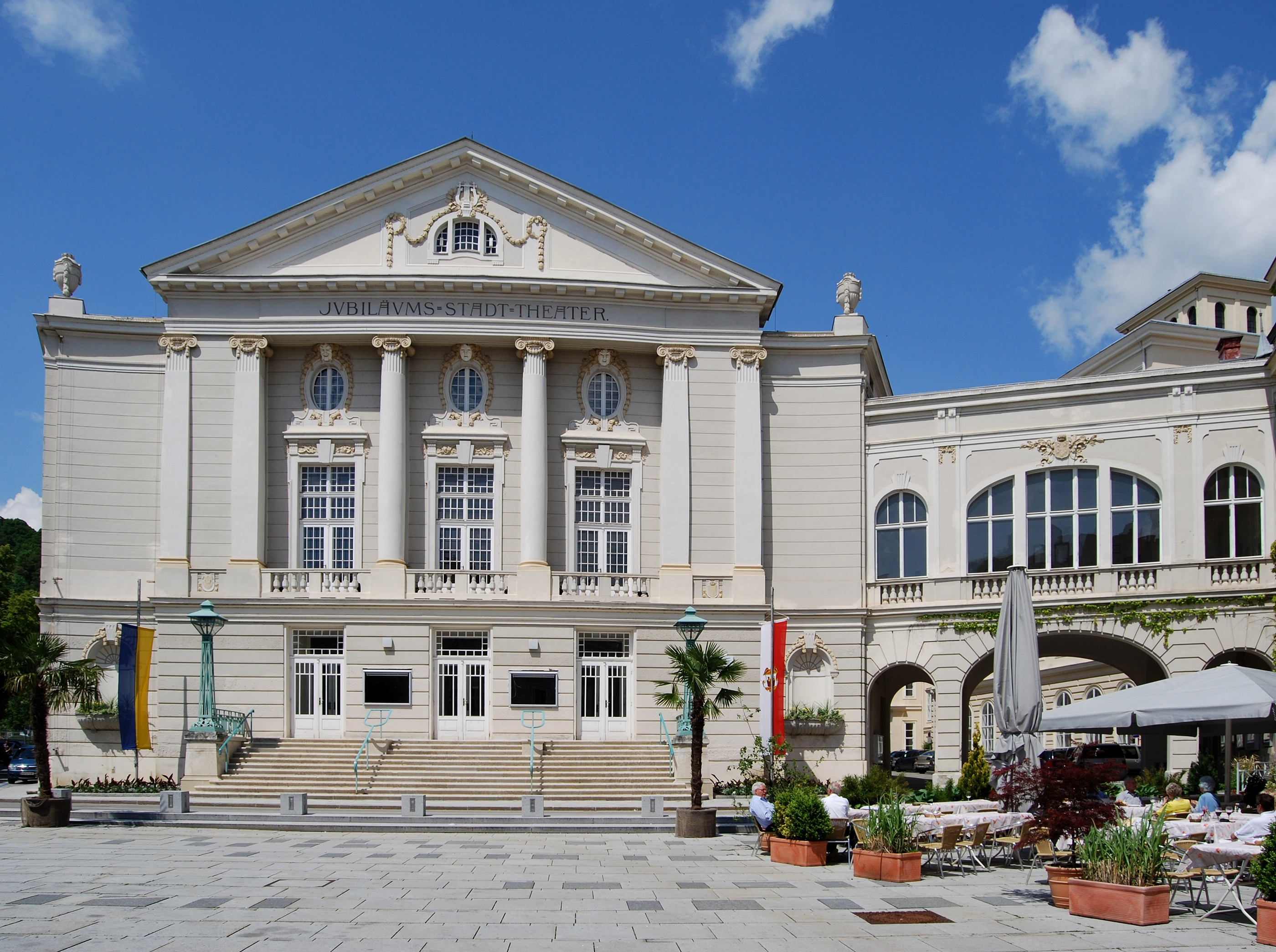
Teatrul din Baden (Bühne Baden) în 2010

Baden este un oraș balnear renumit datorită izvoarelor fierbinți cu apă sulfuroasă. Aceste izvoare termale sunt cunoscute de mii de ani. Cel mai vechi dintre aceste izvoare se află într-un tunel sub clădirea Cazinoului. Apa utilizată astăzi în băile termale provine din paisprezece izvoare care sunt printre cele mai sulfuroase izvoare din Austria. Pe lângă izvoarele termale, condițiile climatice și aerul deosebit de curat fac din Baden o stațiune foarte căutată.
Peisajul urban este caracterizat de clădiri din perioada Biedermeier. În secolul al XIX-lea, orașul a cunoscut o puternică dezvoltare economică datorită atractivității băilor termale pentru populația din Viena. 

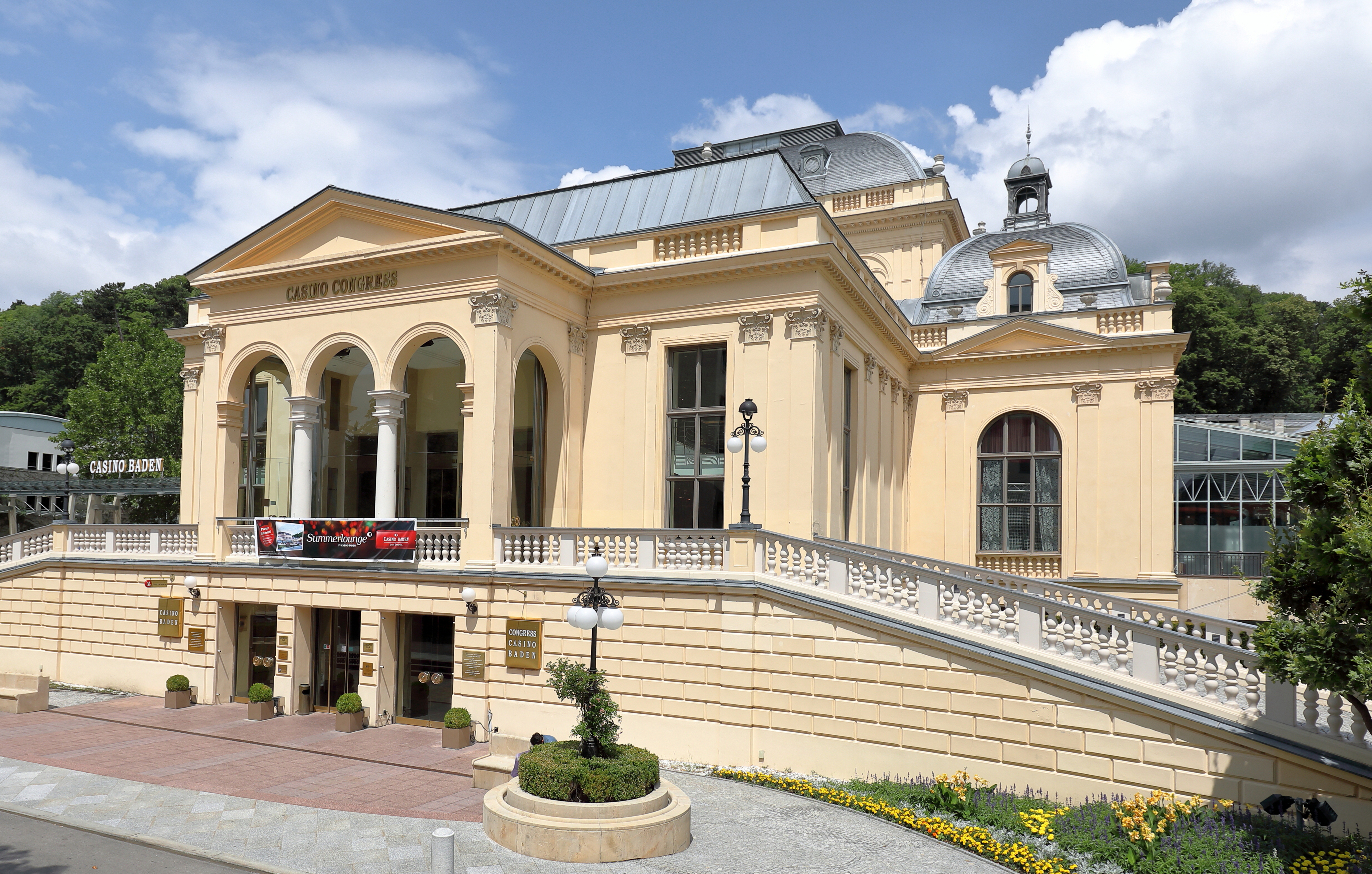
Cazinoul din Baden

Numeroase clădiri din Baden poartă plăci memoriale care amintesc că acolo au fost cântate în premieră compoziții ale lui Wolfgang Amadeus Mozart, Ludwig van Beethoven, Johann Strauss și Franz Schubert, dovedind bogata viață culturală din Baden. Desigur nimic nu e întâmplător: cei din înalta societate erau cei ce își permiteau finanțarea unor compoziții muzicale care să le fie dedicate, atunci când se aflau la cură, atragând astfel compozitori și artiști în Baden.
Cazinoul din Baden a fost construit între 1884 și 1886 ca o nouă casă pentru cură (după planurile arhitecților Eugen Fassbender și Maximilian Katscher). Clădirea a fost construită în stil neo-renascentist pe locul vechii băi Theresienbad. După renovare, a fost redeschis în 1995 fiind la acea vreme cel mai mare cazinou din Europa, cu un centru pentru congrese și evenimente. Cazinoul găzduiește frecvent evenimente culturale printre care și Concursul internațional de cor Ave Verum.
În 2005 Baden a primit medalia de aur la competiția europeană „Entente Florale Europe” (Alianța florală a Europei), la categoria „orașe”.

## Personalități

### Personalități care au creat în Baden

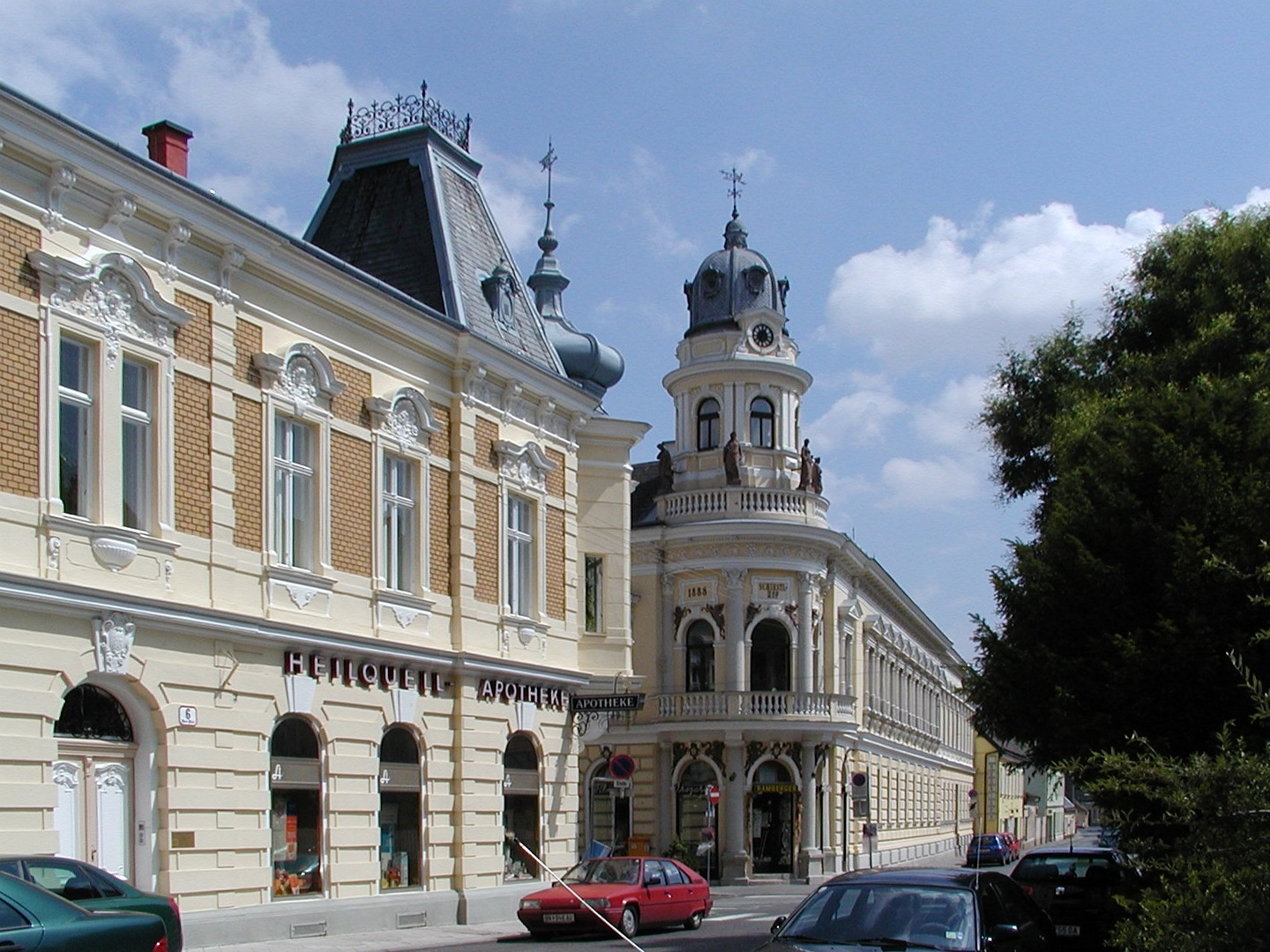
Vedere de la biserica Sf. Ștefan spre Annagasse

- Wolfgang Amadeus Mozart (1756–1791) a compus  în Baden Ave verum corpus  care a fost cântat în premieră în biserica parohială Sf. Ștefan.

- Ludwig van Beethoven (1770–1827) a petrecut multe veri în Baden timp de 15 ani[14] și a scris aici părți esențiale ale Simfoniei a 9-a, Imnul Uniunii Europeane.
- Franz Schubert (1797–1828) a compus în Baden, în noaptea dintre 2 și 3 iunie 1828, Fuga la patru mâini - unica sa compoziție pentru orgă.

### Personalități care s-au născut în Baden
- Albrecht al II-lea (1897–1955), fiul arhiducelui Friedrich de Österreich-Teschen;
- Vincent Bach (1890–1976), fondatorul fabricii americane de instrumente muzicale, care îi poartă numele;
- Hugo Bettauer (1872–1925), scriitor;
- Bert Fortell (1924–1996), actor;
- Josef Frank (1885–1967), arhitect;
- Paul Guttmann (1879–1942),actor și regizor;
- Carl Ludwig Habsburg (1918–2007), al 5-lea fiu al împăratului Carol I al Austriei și al împărătesei Zita;
- Marianne Hainisch (1839–1936), luptătoare pentru drepturile femeilor;
- Natalie de Hohenlohe-Waldenburg-Schillingsfürst, Ratibor și Corvey (n. 28 iulie 1911[15] – d. 11 martie 1989), fiica arhiducesei Maria Henriette de Österreich;
- Johann Baptist Klerr (1830–1875), capelmaistru și compozitor;
- Karl Landsteiner (1868–1943), descoperitorul grupelor sanguine, laureat al Premiului Nobel;
- Johannes Mayerhofer (1859–1925), artist plastic și scriitor;
- Leopold von Meyer (1816–1883), pianist și compozitor;
- Josef Müllner (1879–1968), sculptor;
- Rosa Papier (1859–1932), cântăreață de operă și profesoară de canto;
- Jakob Pazeller (1869–1957), compozitor;
- Max Reinhardt (1873–1943), regizor de teatru și director de teatru;
- Alexander Rollet (1834–1903), fiziolog și histolog;
- Georg Anton Rollet (1778–1842), colecționar, biolog cercetător și medic;
- Hermann Rollet (1819–1904), poet revoluționar, scriitor, arhivar al orașului Baden;
- Katharina Schratt (1853–1940), actriță și prietenă intimă a împăratului Franz Iosif I.

### Personalități care au murit în Baden
- Hermann Goethe (1837–1911), enolog, fondator al Școlii de enologie din Maribor (Marburg);
- Christoph Hartung (1779–1853), medic și homeopat;
- Emil Jellinek (1853–1918), diplomat austriac;
- Anton Freiherr von Klesheim (1812–1884), poet și actor austriac;
- Karl Komzák (1850–1905), compozitor austriac;
- Hanna prințesă de Liechtenstein (1848–1925), soția prințului Aloys de Liechtenstein;
- Karl Millöcker (1842–1899), compozitor de operetă;
- Wenzel Müller (1759–1835), compozitor și capelmaistru;
- Marika Rökk (1913–2004), actriță;
- Maria Carolina de Austria (1825–1915), soția arhiducelui Rainer Ferdinand de Austria;
- Rudolf von Österreich (1788–1831), arhiduce de Austria, arhiepiscop de Olmütz, cardinal;
- Wilhelm Franz de Austria (1827–1894), arhiduce de Austria;
- Franz Sacher (1816–1907), cofetar austriac, inventatorul renumitului tort Sacher.

## Galerie de imagini

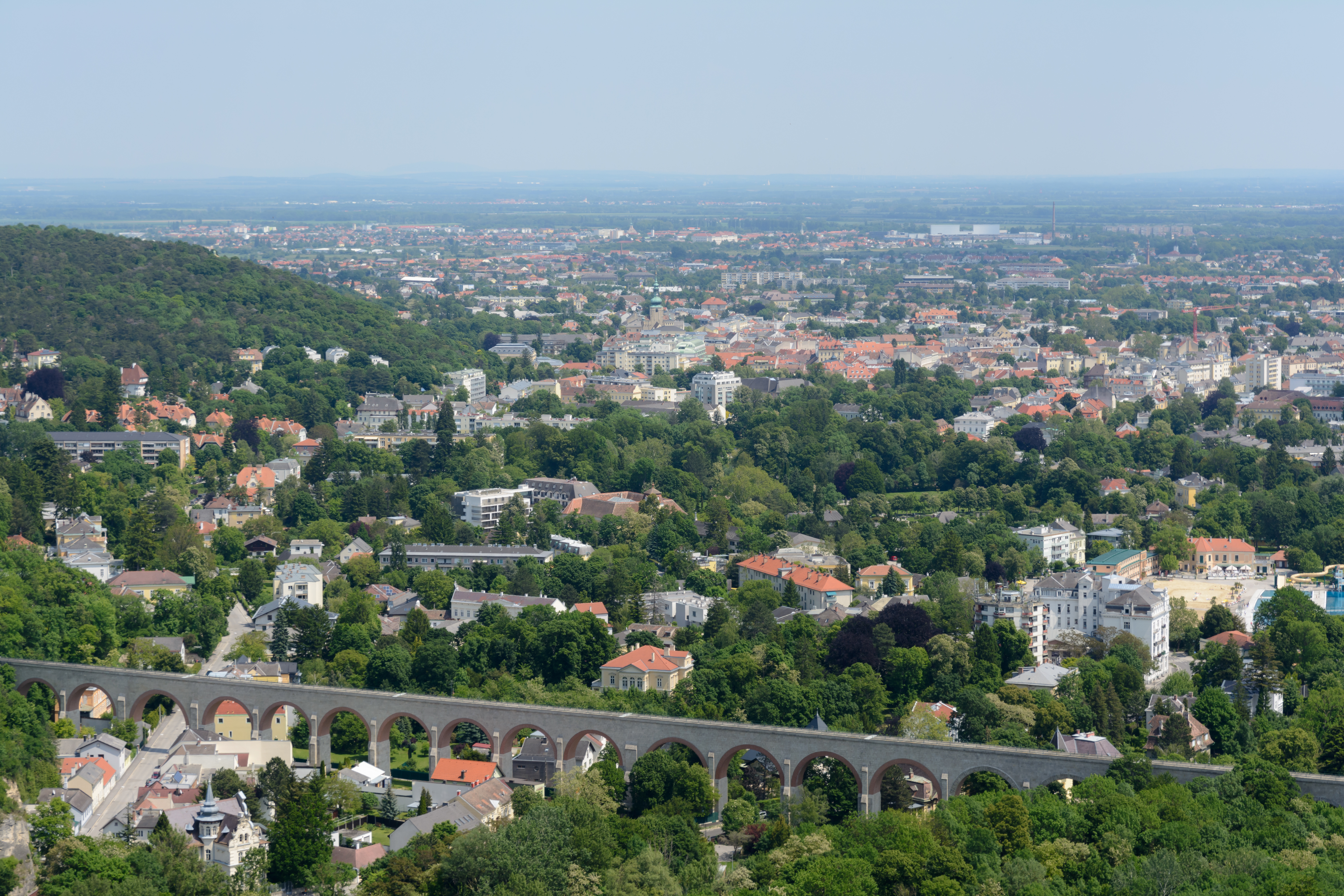
Panorama Baden (în prim plan apeductul spre Viena)
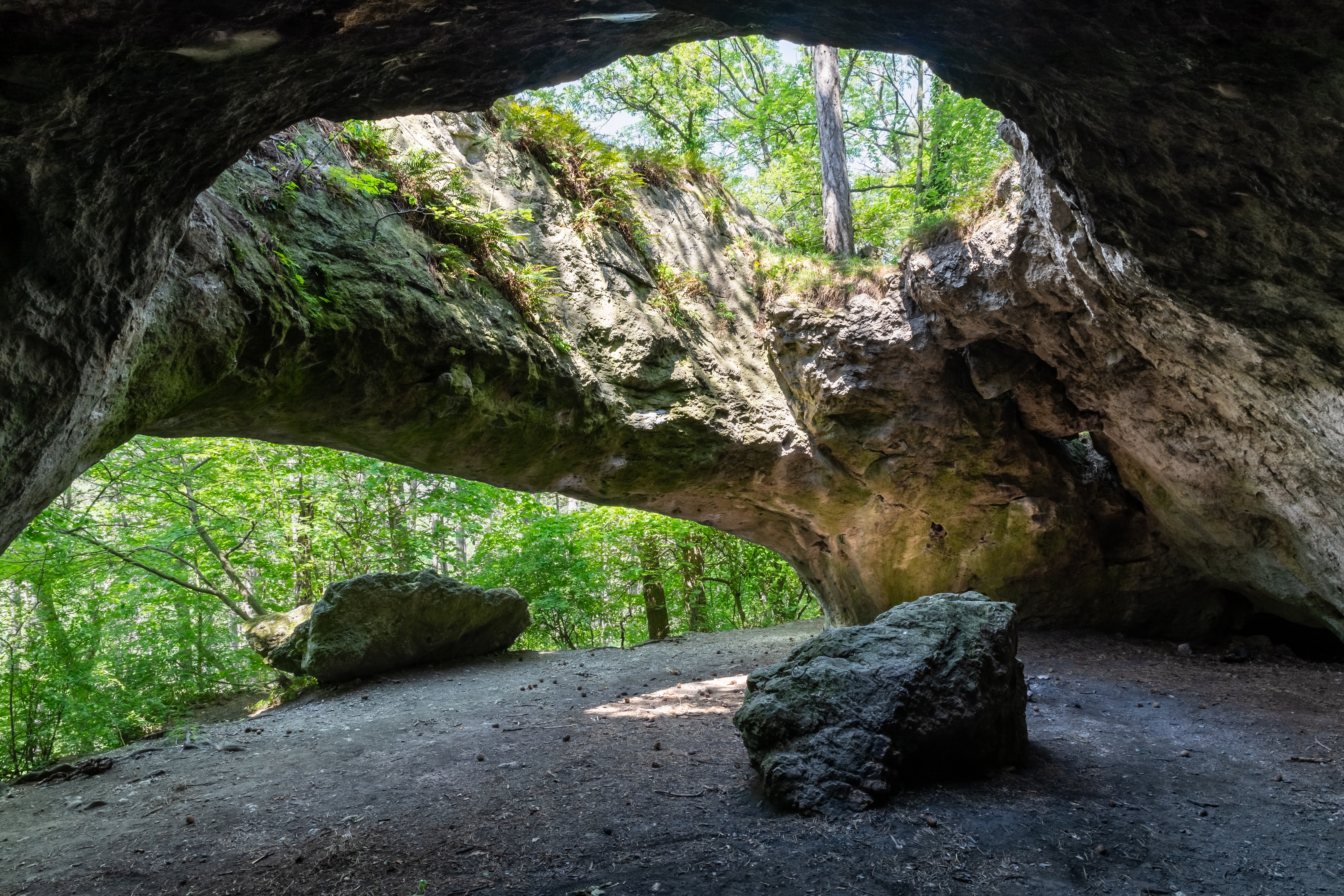
Peștera regelui (Baden)
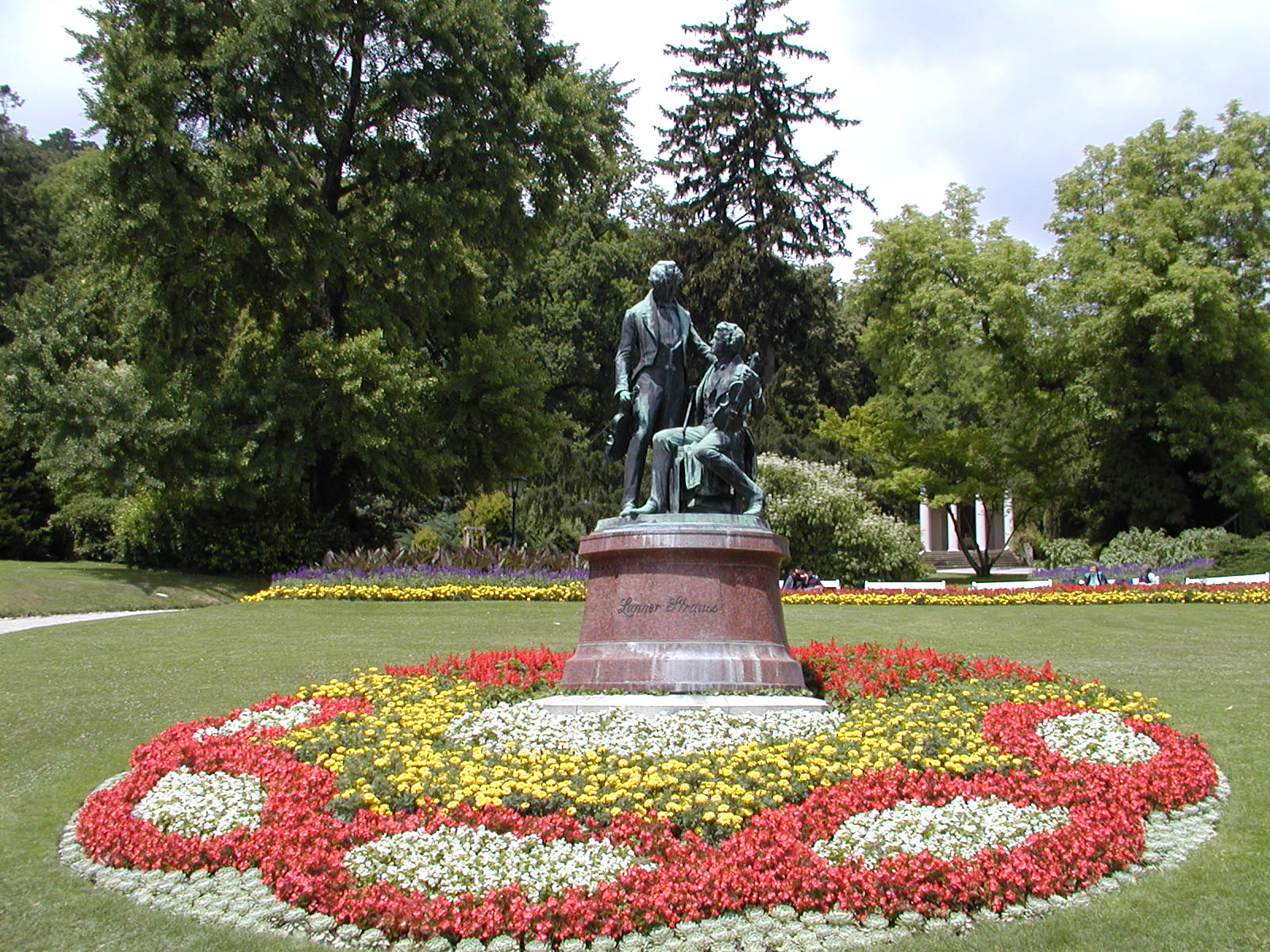
Monumentul lui Lanner și Strauss din Kurpark
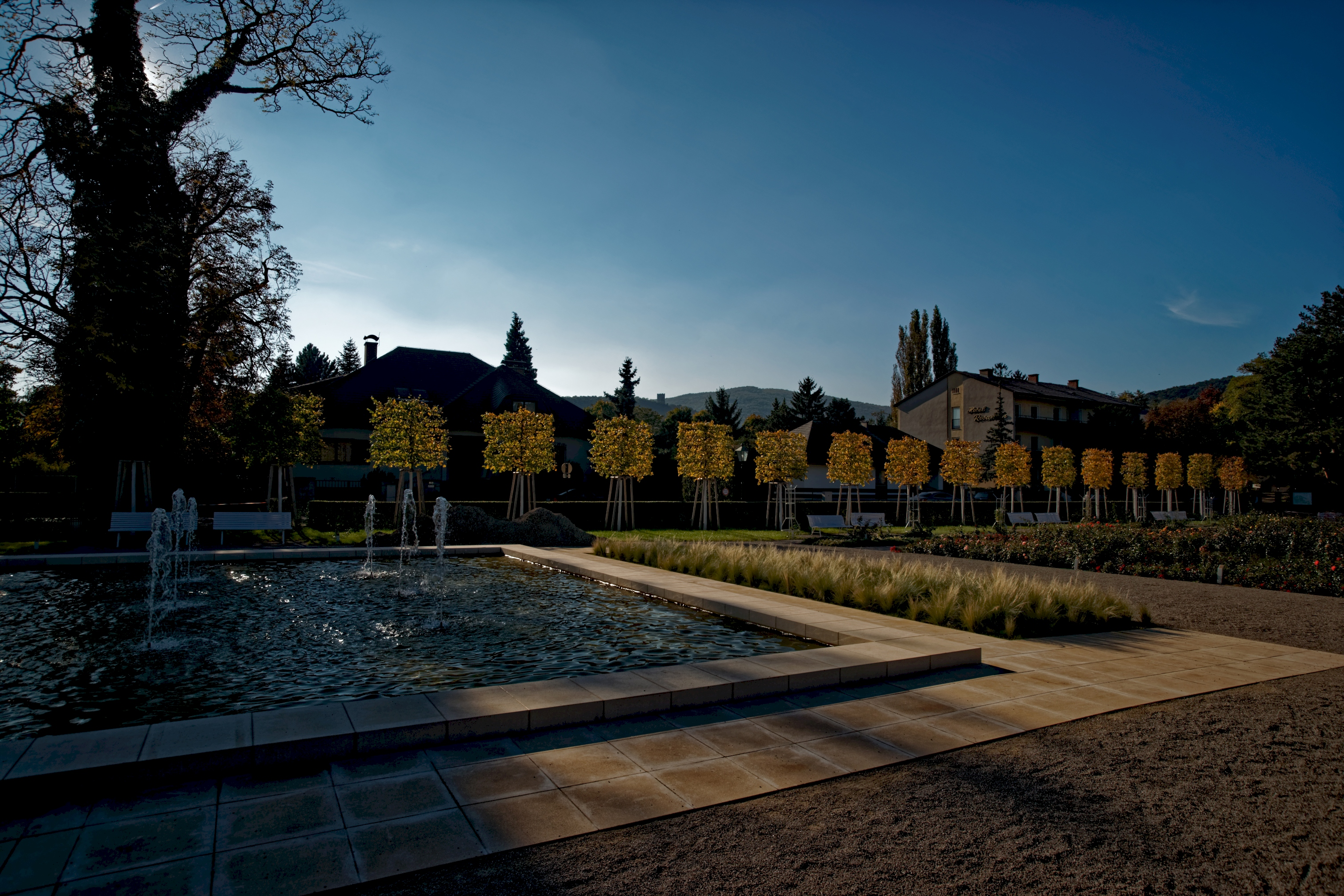
Parcul Doblhoff din Baden
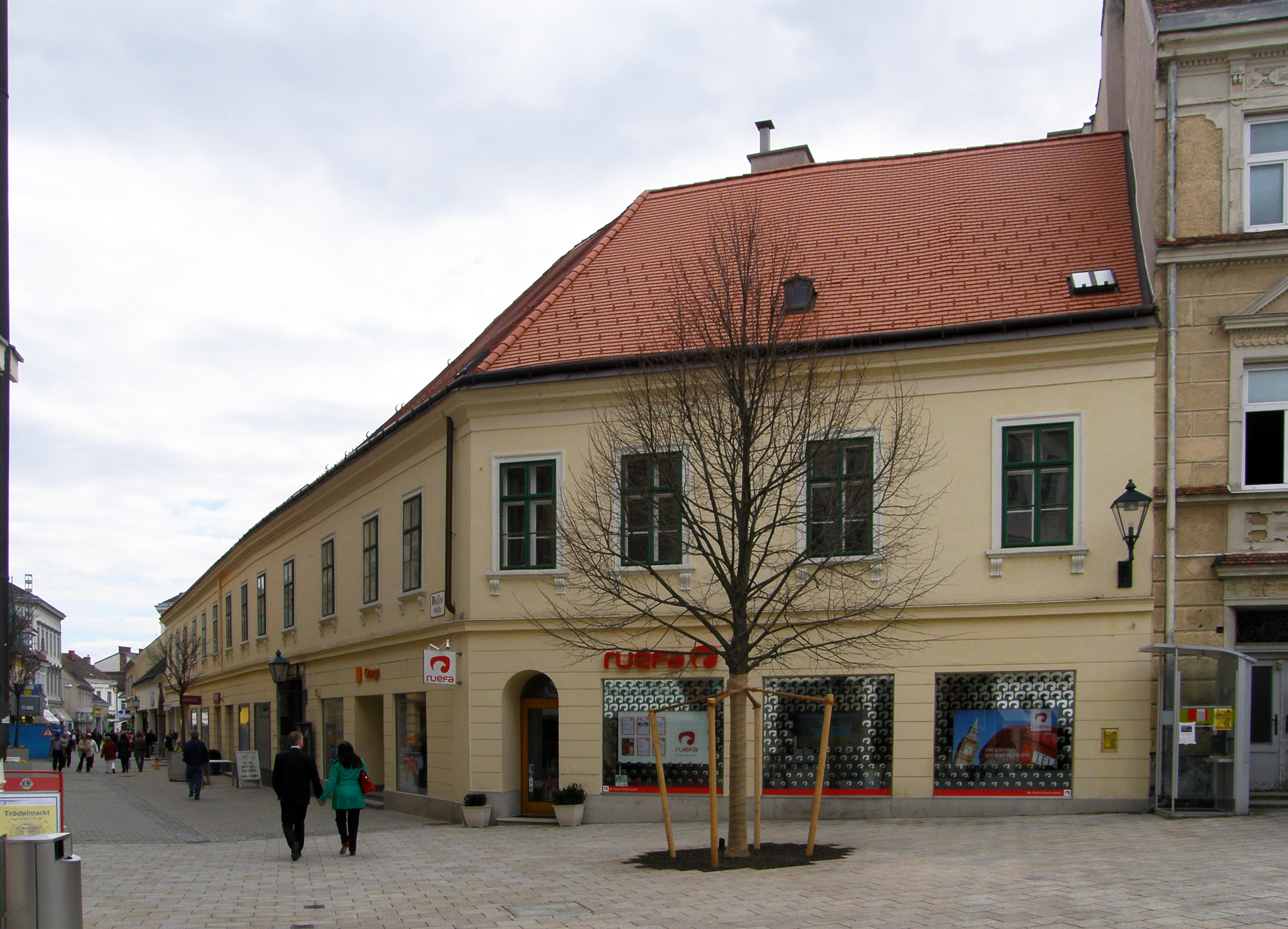
Vedere spre Wassergasse (Baden)
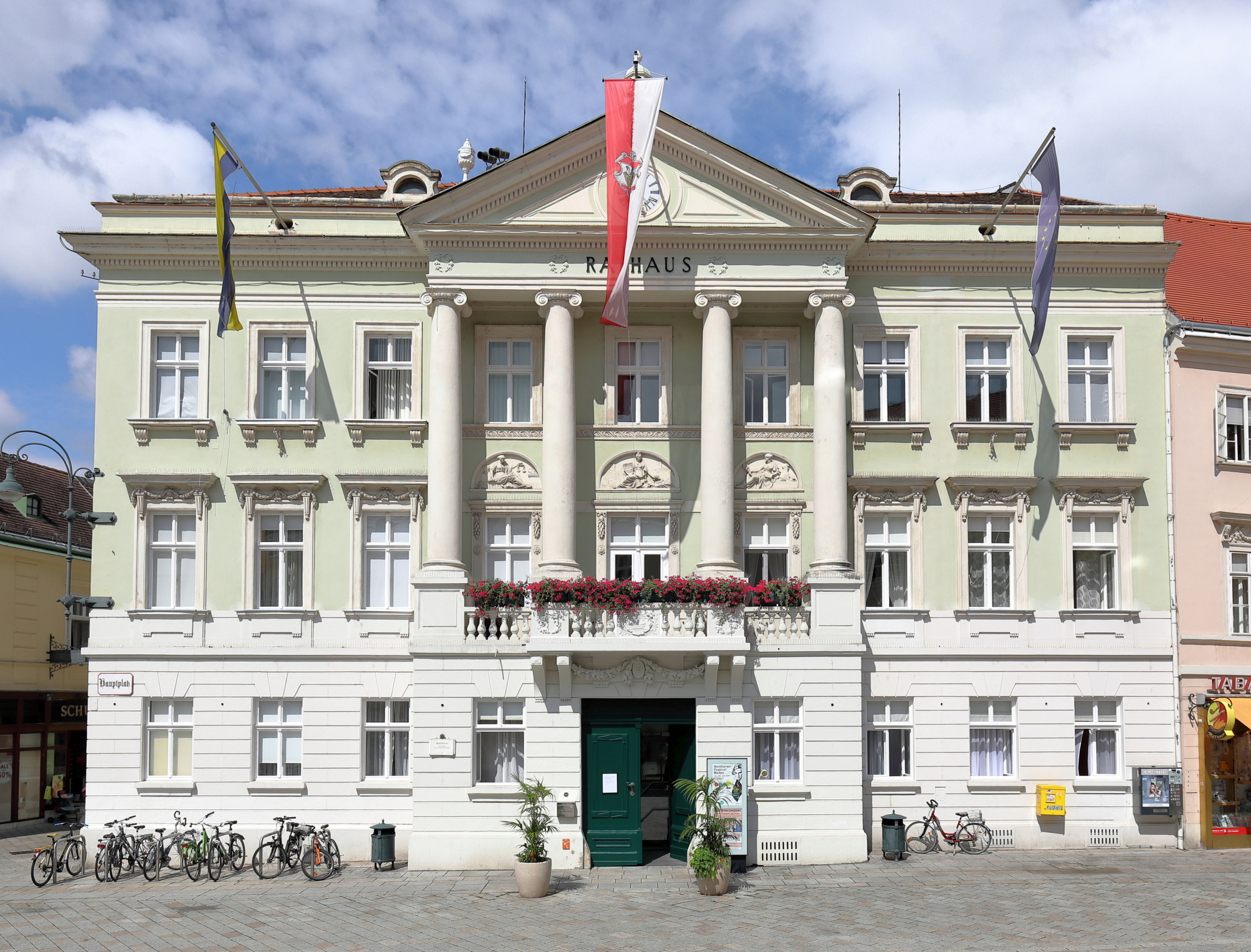
Primăria din Baden - construită în 1814/1815 după marele incendiu din 1812, renovată și extinsă în 1893-1895
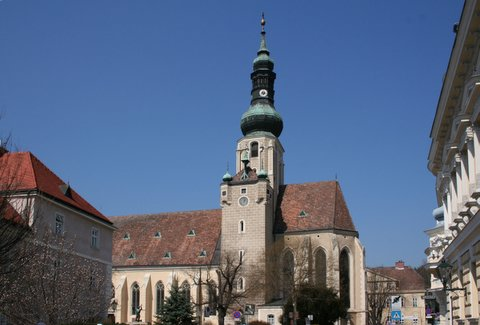
Biserica parohială Sf. Ștefan
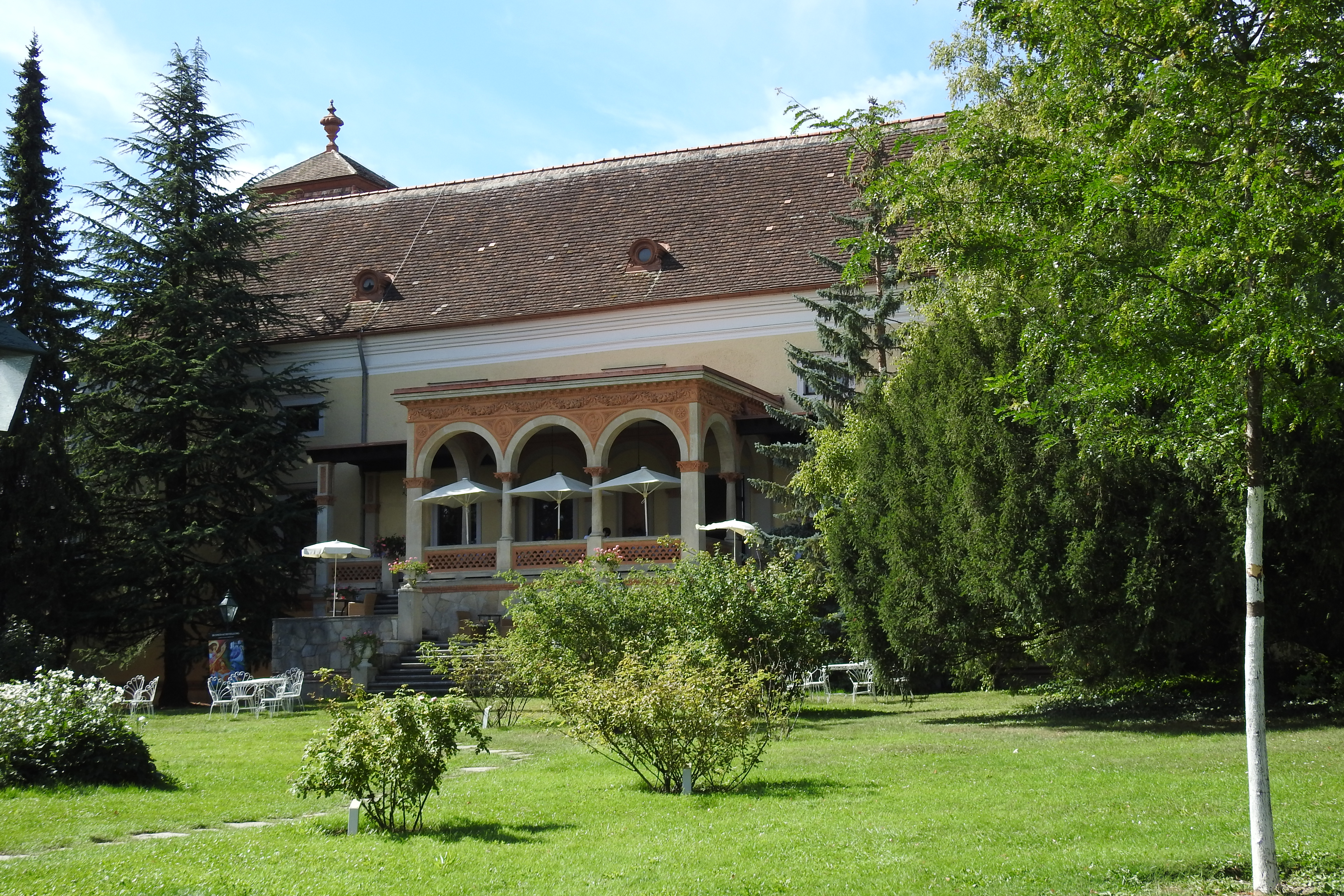
Castelul Weikersdorf din Doblhofpark (astăzi hotel)
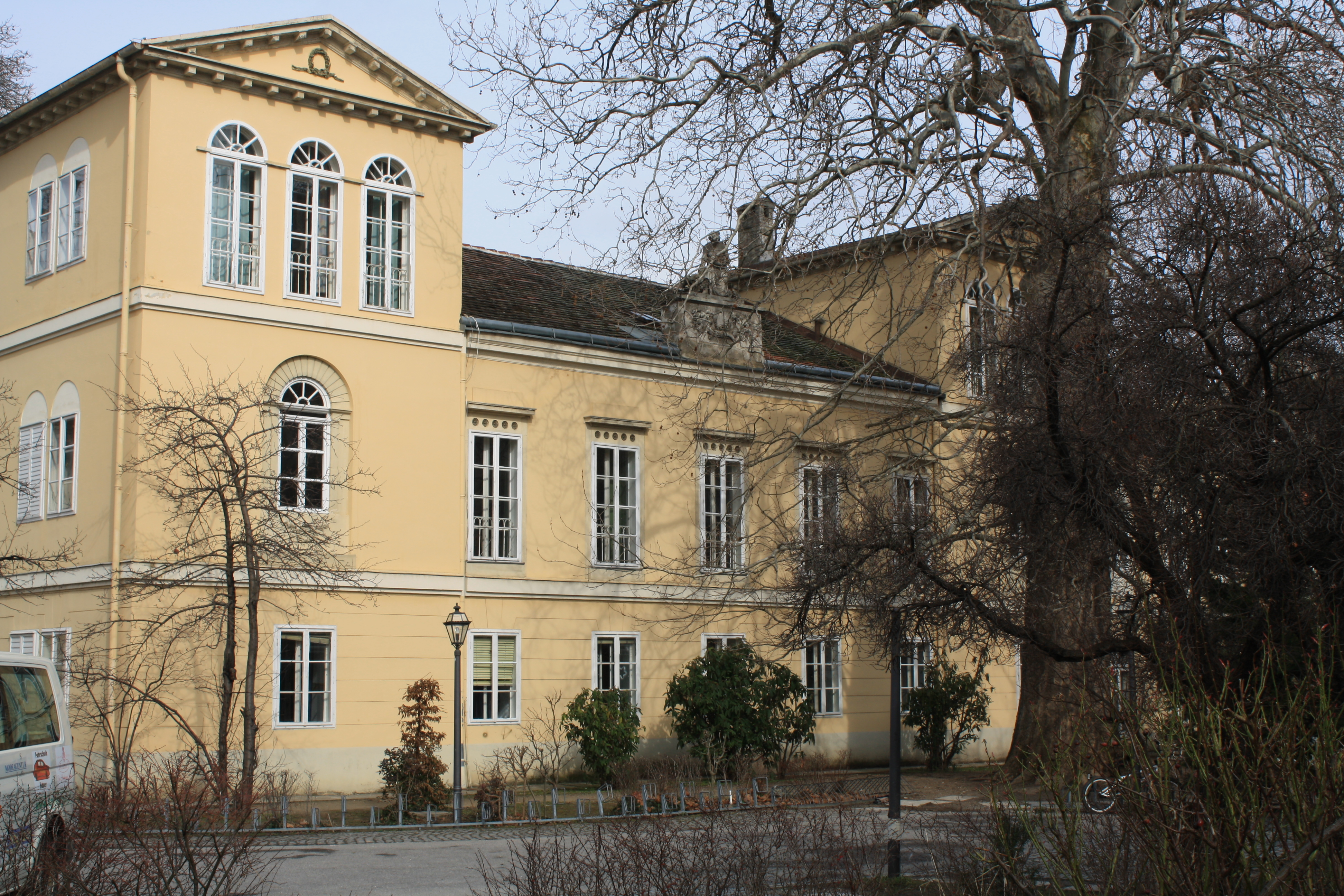
Liceul teoretic Frauengasse (Baden)
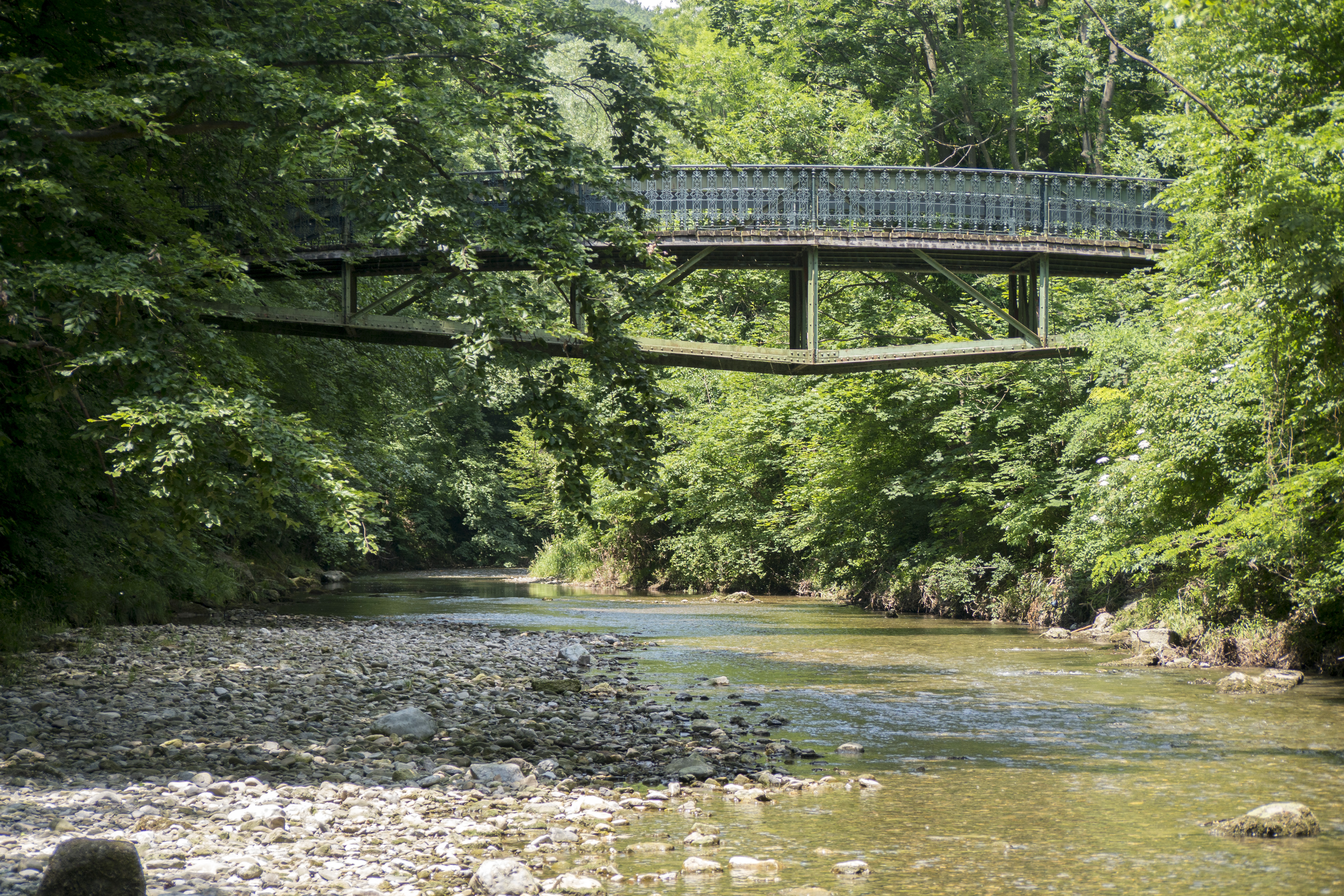
Helenental - valea râului Schwechat
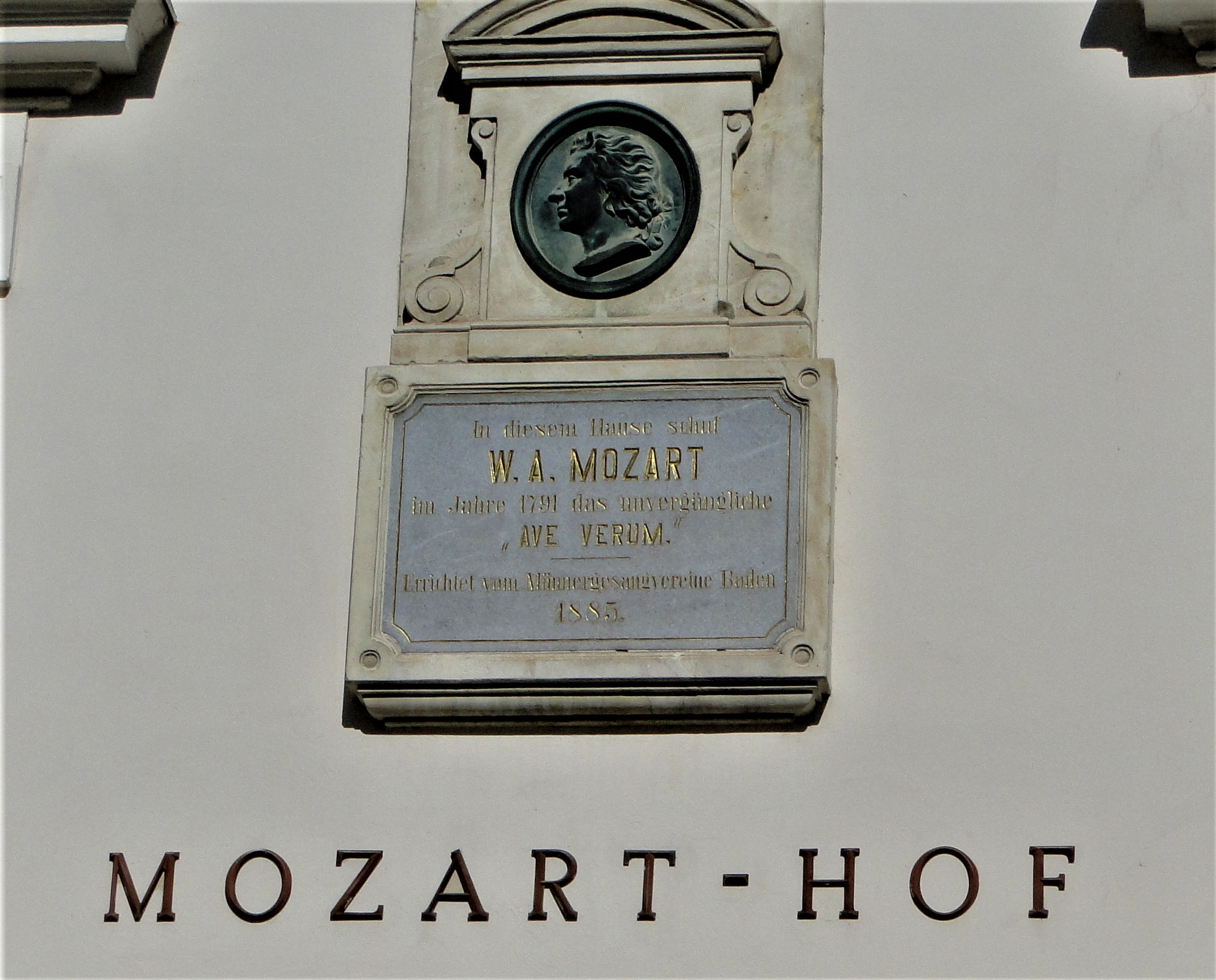
Placă memorială Wolfgang Amadeus Mozart (Baden)
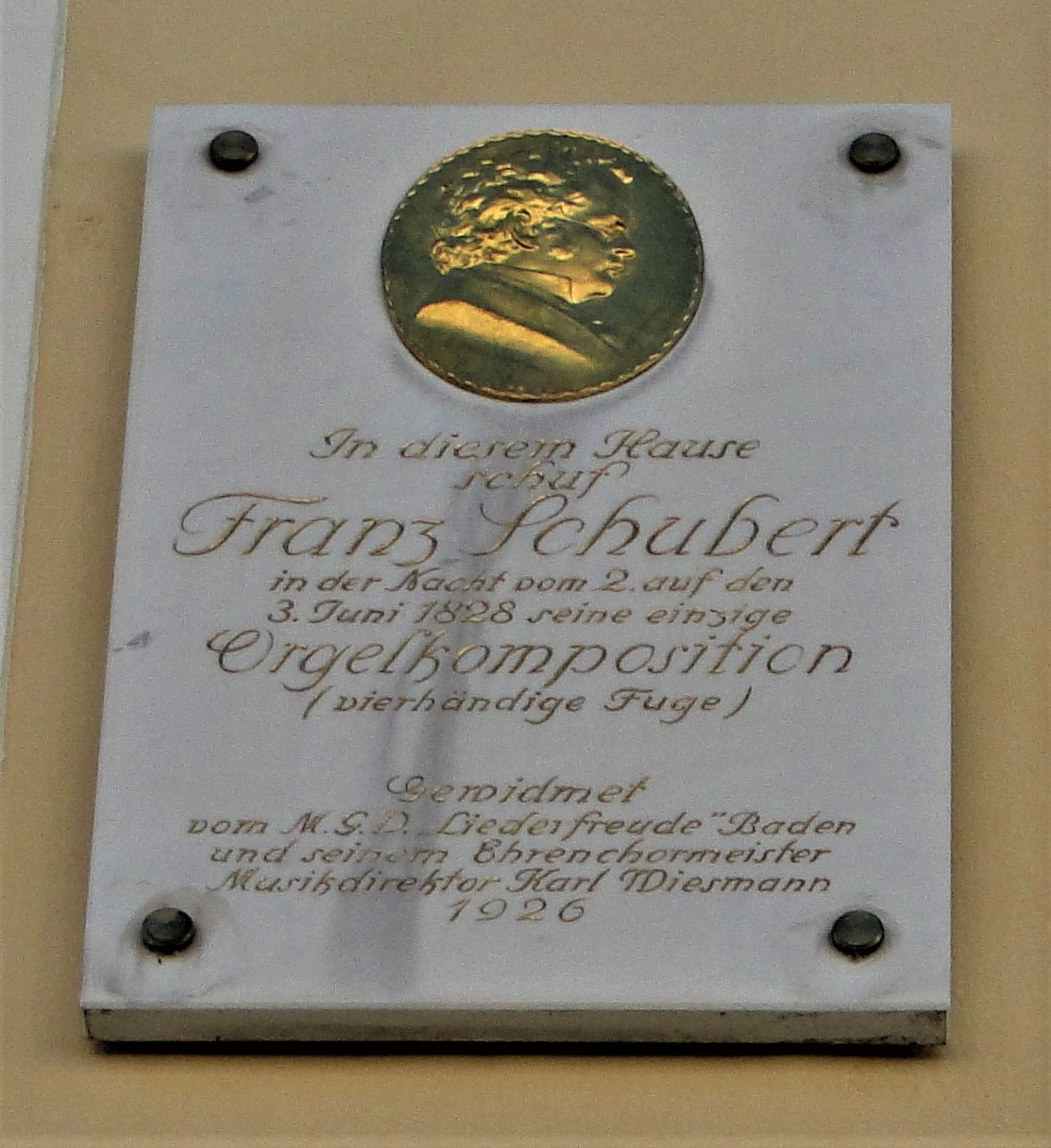
Placă memorială Franz Schubert (Baden)
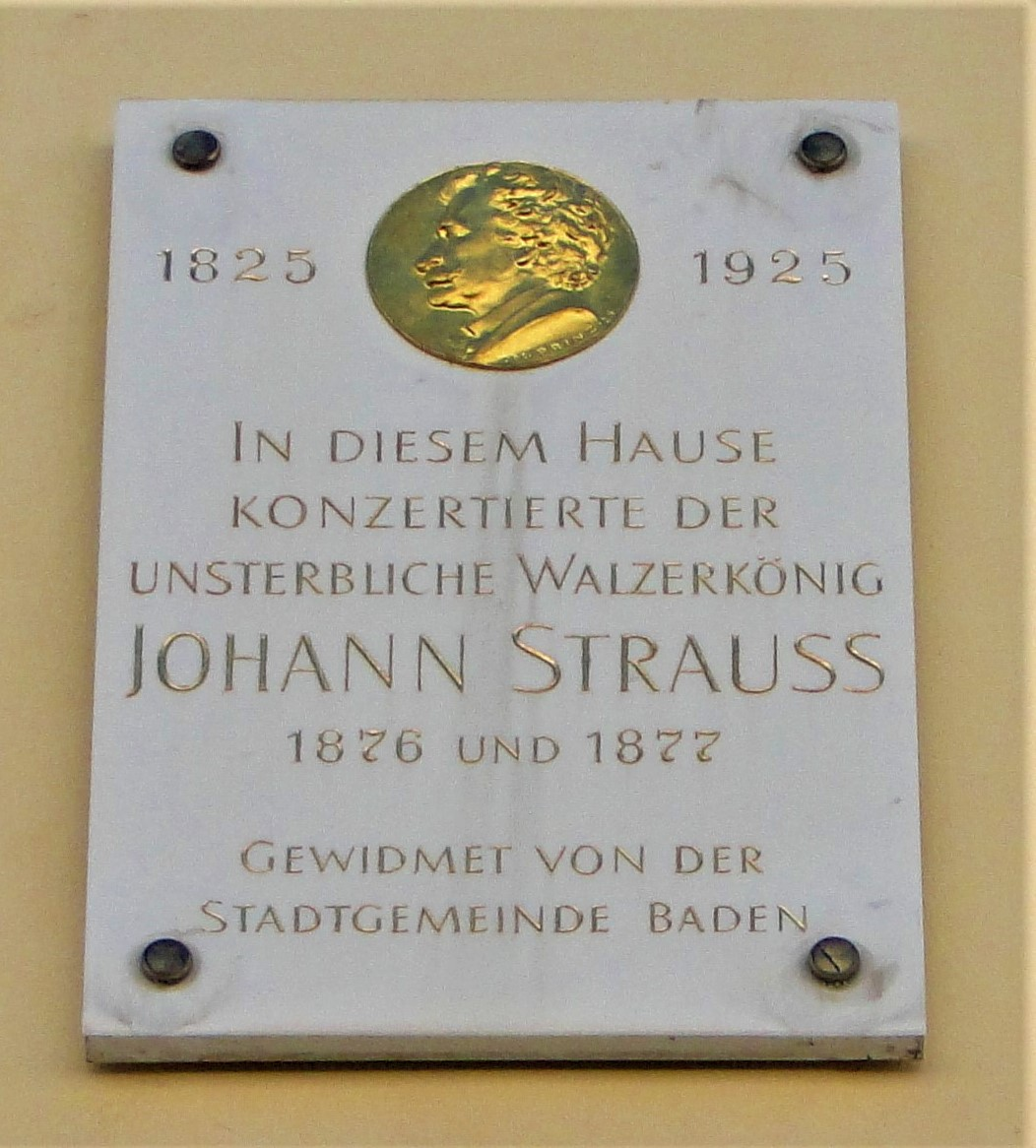
Placă memorială Johann Strauss (Baden)
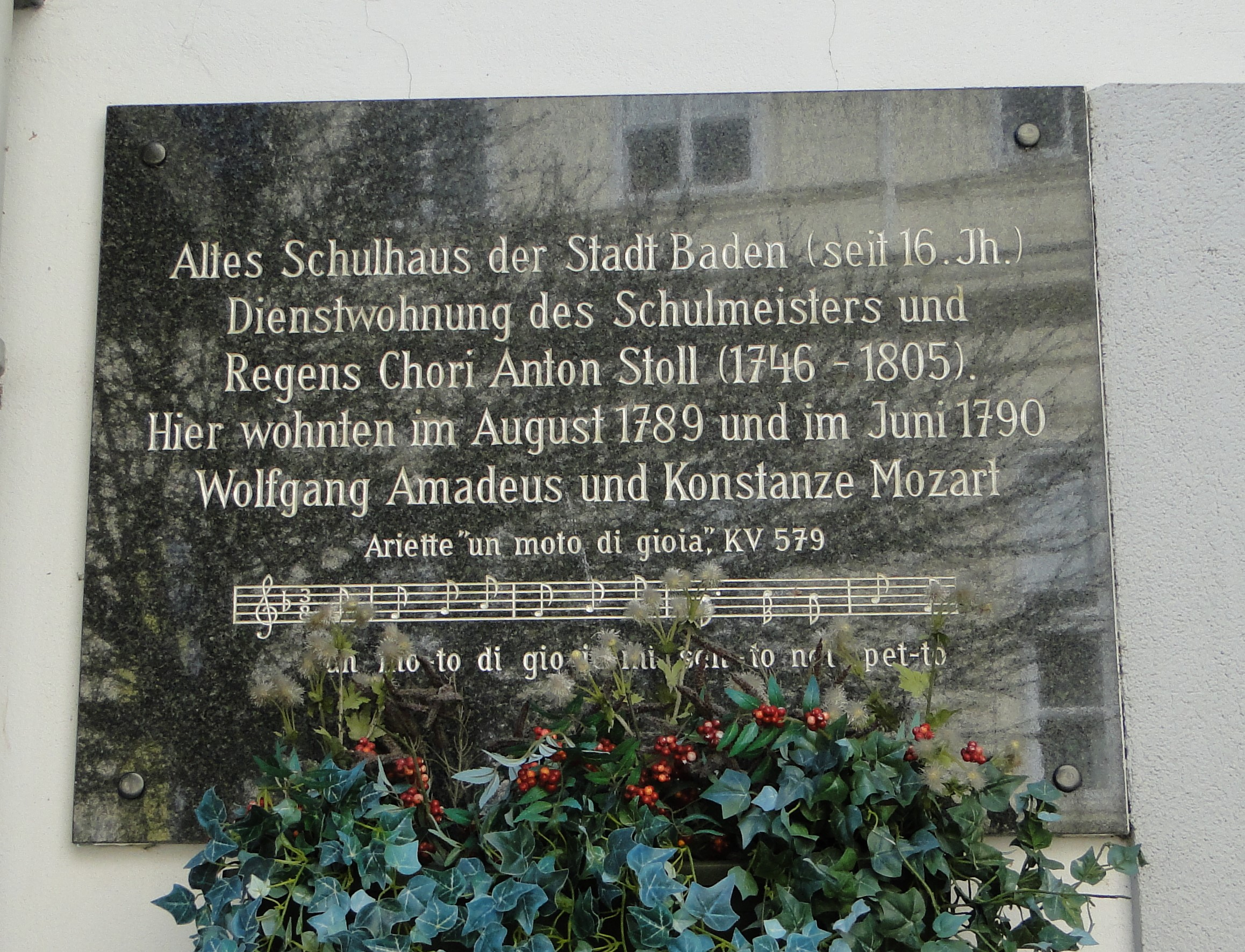
Placă memorială Wolfgang Amadeus Mozart (Casa directorului școlii vechi din Baden)
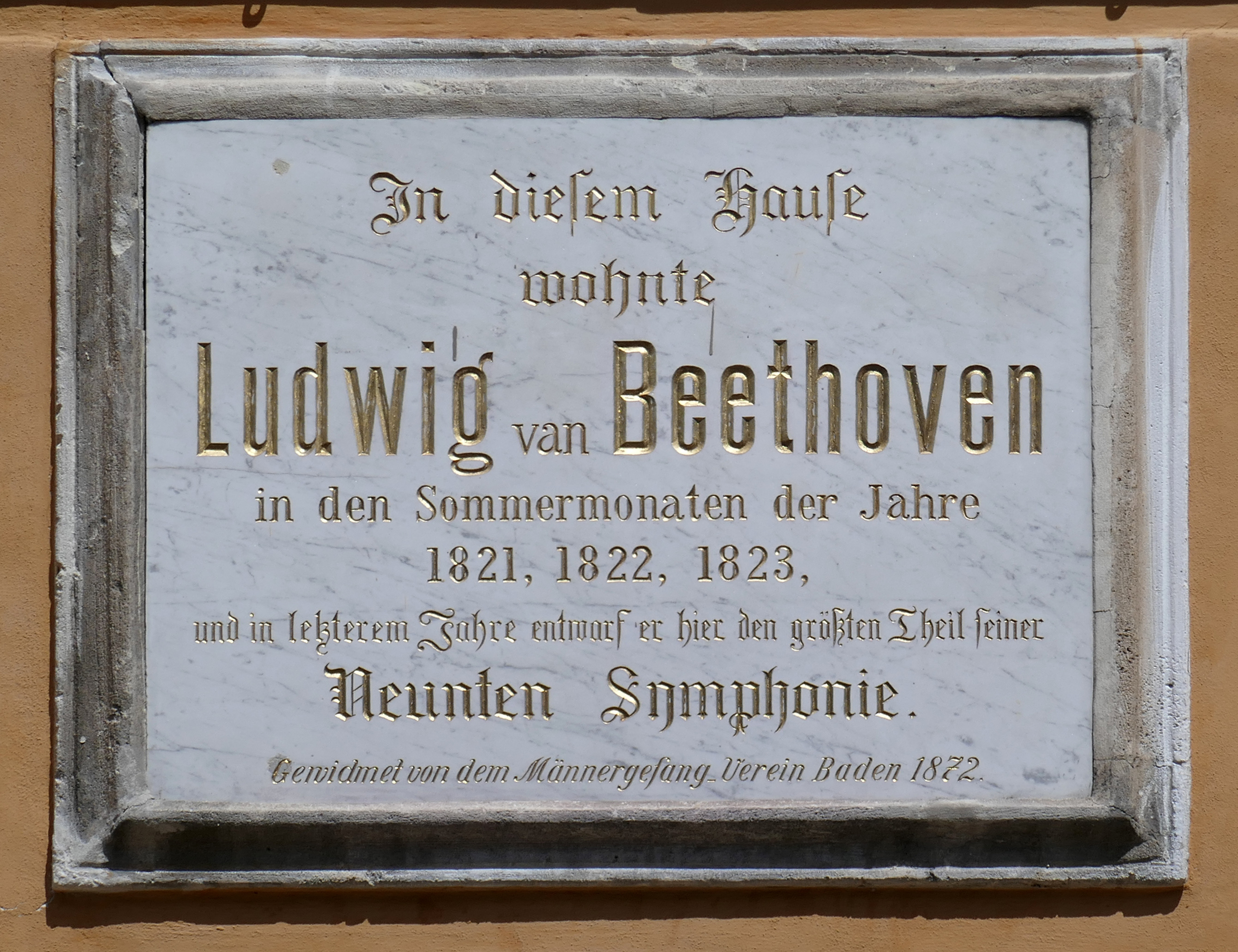
Placă memorială Casa Beethoven (Baden)
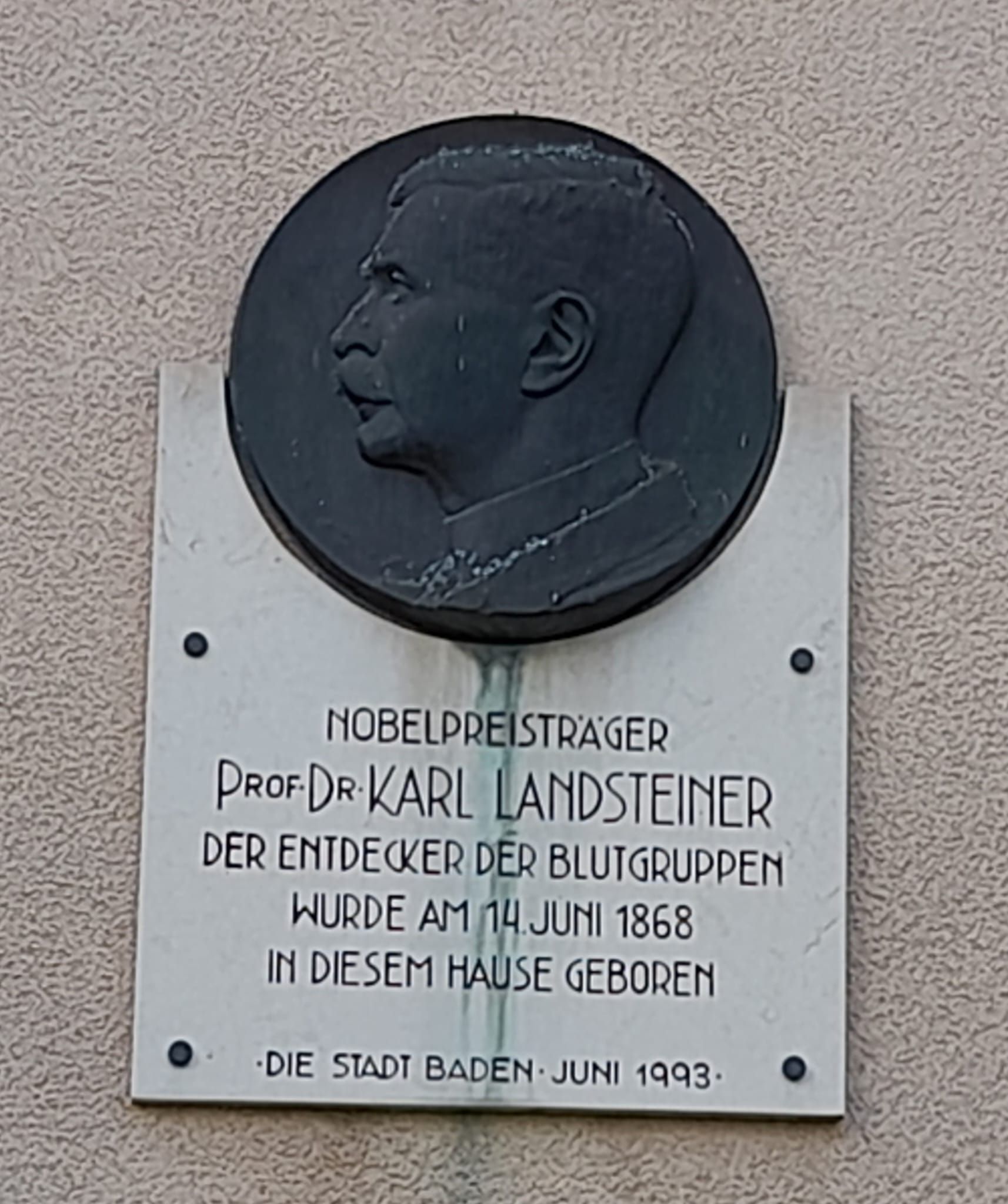
Placa memorială Karl Landsteiner (Baden)
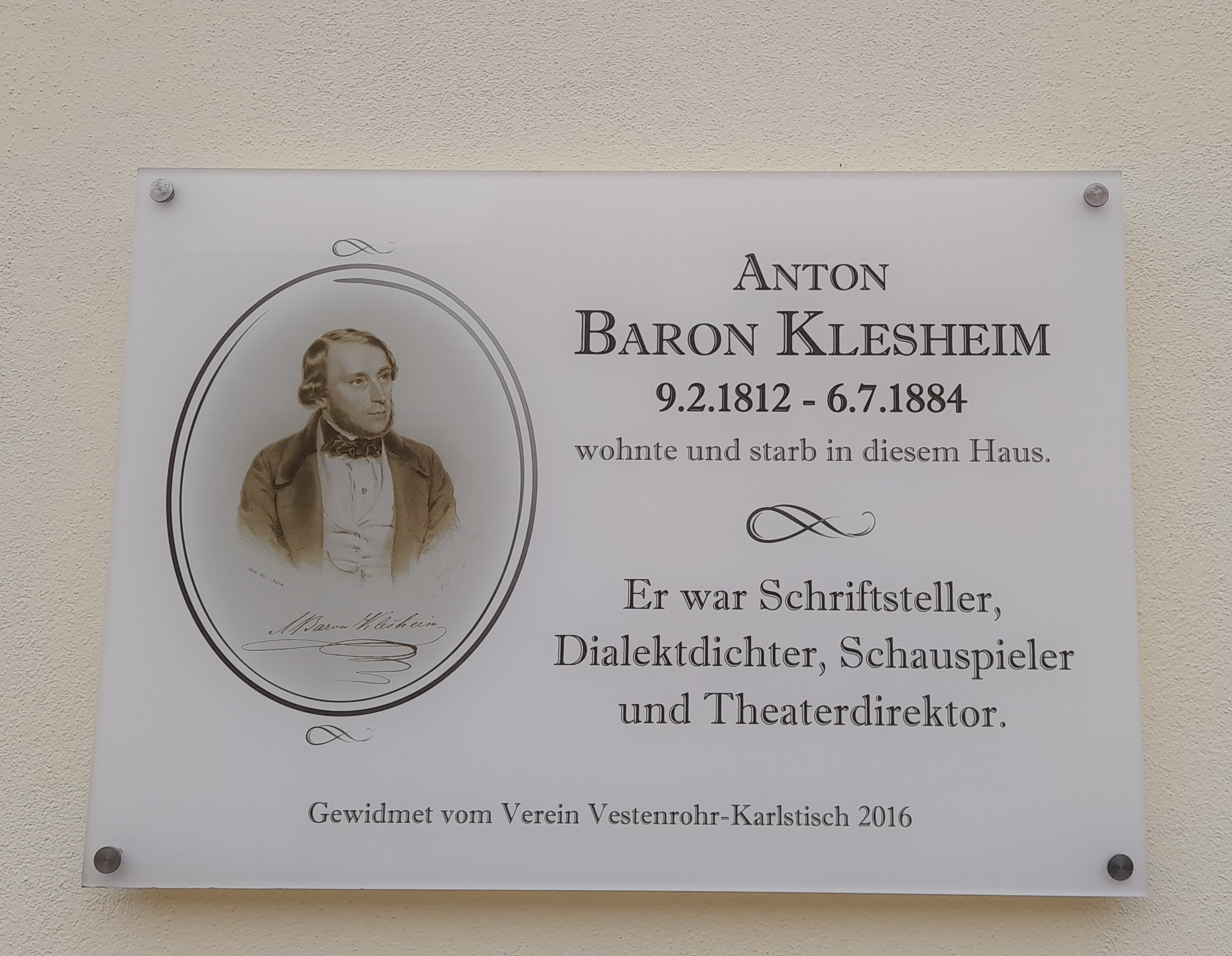
Placă memorială Anton Freiherr von Klesheim (Baden)